# Actio personalis moritur cum persona
Actio personalis moritur cum persona è una locuzione latina che significa: "un'azione personale muore con la persona [che l'ha compiuta]".
La locuzione indica che le azioni che hanno come presupposto una qualità nella persona dell'attore cessano con la sua morte.

## Esemplificazioni
Come esemplificazione in diritto italiano un'azione giudiziaria civile relativa agli alimenti.
In contrapposizione con le azioni personali ci sono le azioni reali e qualche volta è controverso il confine.
Sempre in penale per la querela il più delle volte quella del querelante è sentita come un'azione personale. Tuttavia la norma prevede da un lato che il diritto di querela si estingue con la morte del querelante. Per contro  se la querela è stata a tale momento già proposta, la morte della persona offesa non cancella il reato. Nel caso simmetrico del caso di morte della persona offesa l'art 156 del codice penale stabiliva che il diritto di remissione si estingue con la morte della persona offesa dal reato. Ma la corte Costituzionale con sentenza 151 del 1975 ha dichiarato l'illegittimità costituzionale dell'art. 156 del codice penale, nella parte in cui non attribuisce l'esercizio del diritto di remissione della querela agli eredi della persona offesa dal reato, allorché tutti vi consentano.

## Uso traslato della frase
In senso traslato la frase viene utilizzata per spiegare che il saper lavorare in gruppo consente imprese immortali.